# Pseudaphycus clavatus
Pseudaphycus clavatus är en stekelart som beskrevs av Pilipyuk 1981. Pseudaphycus clavatus ingår i släktet Pseudaphycus och familjen sköldlussteklar. Inga underarter finns listade i Catalogue of Life.